# چیلون
چیلون (به اسپانیایی: Chilón) از شهرهای کشور مکزیک است که در ایالت چیاپاس قرار دارد و جمعیت آن طبق سرشماری سال ۲۰۱۰ میلادی ۱۰۹٬۴۰۲ نفر بوده است.